# Chang-Sat Bangkok Open 2012
Il Chang-Sat Bangkok Open 2012 è stato un torneo professionistico di tennis maschile giocato sul cemento. È stata la 4ª edizione del torneo, facente parte dell'ATP Challenger Tour nell'ambito dell'ATP Challenger Tour 2012. Si è giocato a Bangkok in Thailandia dal 27 agosto al 2 settembre 2012.

## Partecipanti

### Teste di serie
| Nazionalità   | Giocatore        | Ranking* | Testa di serie |
| ------------- | ---------------- | -------- | -------------- |
| Israele       | Dudi Sela        | 110      | 1              |
| Thailandia    | Danai Udomchoke  | 151      | 2              |
| Giappone      | Yūichi Sugita    | 165      | 3              |
| Cina          | Zhang Ze         | 171      | 4              |
| Israele       | Amir Weintraub   | 202      | 5              |
| Taipei cinese | Chen Ti          | 241      | 6              |
| Regno Unito   | James Ward       | 250      | 7              |
| Finlandia     | Harri Heliövaara | 252      | 8              |

- 1 Ranking al 20 agosto 2012.

### Altri partecipanti
Giocatori che hanno ricevuto una wild card:
- Kong Pop Lertchai
- Peerakiat Siriluethaiwattana
- Warit Sornbutnark
- Kittipong Wachiramanowong

Giocatori che sono passati dalle qualificazioni:
- Jeong Suk-young
- Christopher Rungkat
- Harel Srugo
- Kento Takeuchi

## Campioni

### Singolare
- Dudi Sela ha battuto in finale  Yūichi Sugita con il punteggio di 6–1, 7–5

### Doppio
- Divij Sharan /  Vishnu Vardhan hanno battuto in finale  Lee Hsin-han /  Peng Hsien-yin con il punteggio di 6–3, 6–4